# Clymenella fauchaldi
Clymenella fauchaldi är en ringmaskart som beskrevs av María Andrea Carrasco och Palma 2003. Clymenella fauchaldi ingår i släktet Clymenella och familjen Maldanidae. Inga underarter finns listade i Catalogue of Life.